# Pertti Hemánus
Pertti Väinämö Hemánus, född 3 december 1934 i Suomusjärvi, död 27 december 2012 i Toijala, Ackas, var en finländsk sociolog.
Hemánus blev student 1952, samhällsvetenskaplig kandidat 1956, licentiat 1964 och disputerade 1966 i Tammerfors som den förste i ämnet press- och informationslära. Han arbetade 1956–1963 vid en reklambyrå, var därefter bland annat frilansjournalist och programplanerare vid Rundradion och var 1973–1997 professor vid Tammerfors universitet. Hans marxistiska övertygelse gjorde honom väl skickad att i 1970-talets politiska atmosfär undervisa blivande journalister. Han publicerade ett flertal arbeten om mediepolitik och debattböcker, bland annat Kirkon salaliitto (1969), Reporadion nousu ja tuho (1972) och Objektiivinen joukkotiedotus (1979, svensk översättning Massmedierna och objektiviteten, 1981). Han utgav memoarerna Väärä vakaumus (2002).